# Rhett and Link
Rhett and Link is een Amerikaans entertainmentduo bestaande uit Rhett McLaughlin en Link Neal, dat vooral bekend is van YouTube. Daar zijn ze onder andere bekend van hun muziekvideo's, reclamespots voor lokale bedrijven en het dagelijkse praatprogramma Good Mythical Morning.
Rhett and Link groeiden beiden op in de plaats Buies Creek in North Carolina en ontmoetten elkaar in de eerste klas van de Buies Creek Elementary School. Ze behaalden beiden op North Carolina State University een ingenieursdiploma en begonnen in North Carolina aan hun carrière op YouTube. Later verhuisden Rhett and Link naar de agglomeratie van Los Angeles.

## YouTube
Op YouTube hebben Rhett and Link vijf kanalen met video's. Op hun hoofdkanaal met de naam "Rhett & Link" staan voornamelijk muziekvideo's, sketches en reclamespots voor lokale bedrijven. Bekende reclamespots van het duo zijn onder meer reclames voor Ojai Valley Taxidermy en voor Red House Furniture. De meeste reclamespots van Rhett and Link waren onderdeel van de webserie I Love Local Commercials. Naast reclamespots voor kleine bedrijven zijn ook verschillende video's gesponsord door grote bedrijven geweest. Die adverteerders omvatten McDonald's, Coca-Cola, Taco Bell en Alka-Seltzer. Het tweede kanaal van Rhett and Link staat in teken van het dagelijkse praatprogramma Good Mythical Morning, maar eerder verschenen daar ook afleveringen van een wekelijks programma met de naam The Mythical Show.
Rhett and Link ontvingen in totaal vier Webby Awards. Alle prijzen vielen in de hoofdcategorie "Online Film & Video". In 2011 ontving het duo een Webby Award in de subcategorie "Best Editing" voor hun muziekvideo 2 Guys 600 Pillows (Backwards). In 2014 wonnen Rhett and Link voor de tweede keer een Webby Award, namelijk in de subcategorie "Comedy: Individual Short or Episode" voor de video Breaking Bad: The Middle School Musical. In 2015 wonnen Rhett and Link twee Webby Awards: één in de subcategorie "Variety (Channel)" voor Good Mythical Morning en één in de categorie "Viral (Branded)" voor de video Epic Rap Battle: Nerd vs. Geek.
In 2016 is de Youtube Red serie Rhett & Link's Buddy System uitgekomen op het Good Mythical Morning kanaal. In 2019 zou hun bedrijf Mythical Entertainment het YouTube-kanaal Smosh van een faillissement redden. Mythical Entertainment behield een minderheidsbelang toen het kanaal werd terug verkocht aan de de oprichters in 2023.

### Abonnees en weergaven
Rhett and Link hadden begin juli 2020 in totaal zes kanalen met video's op YouTube met in totaal ongeveer 27,1 miljoen abonnees en bijna 8,3 miljard weergaven. Die waren als volgt over de kanalen verdeeld:
| Kanaal                | Abonnees in juli 2020 | Totaal aantal weergaven tot juli 2020 | Best bekeken video (aantal weergaven)                                  |
| --------------------- | --------------------- | ------------------------------------- | ---------------------------------------------------------------------- |
| Rhett & Link          | 4.920.000             | 890.000.000                           | My OCD (Song) (55.400.000)                                             |
| Good Mythical Morning | 16.400.000            | 6.400.000.000                         | Amazing Game Show Cheaters (29.700.000)                                |
| Good Mythical MORE    | 3.900.000             | 910.000.000                           | Eating Surströmming with PewDiePie (9.215.000)                         |
| Mythical Kitchen      | 1.350.000             | 60.000.000                            | $379 McDonald's Filet-O-Fish Taste Test \| FANCY FAST FOOD (2.060.000) |
| Buenos Y Míticos Días | 285.000               | 31.000.000                            | Comiendo un escorpión - Guerra de insectos (4.215.000)                 |
| Ear Biscuits          | 240.000               | 20.000.000                            | The Life and Loss of Ben, Our Other Best Friend (1.565.000)            |

## Carrière buiten YouTube
In 2007 waren Rhett and Link twee van de presentatoren van het wekelijkse televisieprogramma Online Nation, maar na vier afleveringen werd de rest van het seizoen wegens lage kijkcijfers geannuleerd. Het programma met als doel het beste van het internet te tonen debuteerde op 23 september 2007. Daarnaast maakten Rhett and Link in 2009 de documentaire Looking for Ms. Locklear over de zoektocht naar hun lerares uit de eerste klas.
In 2011 presenteerden Rhett and Link een wekelijks televisieprogramma op de zender IFC met de naam Commercial Kings, dat zijn première had op 14 juni en eindigde op 26 augustus 2011. In dat programma maakten Rhett and Link reclamespots voor lokale bedrijven.
Rhett and Link hebben ook een podcast genaamd Ear Biscuits, waar ze praten met mediapersoonlijkheden.

## Privéleven
Rhett McLaughlin en Link Neal zijn beiden getrouwd en hebben allebei kinderen.

## Discografie

### Albums
- I'm Sorry, What Was That? (Live In the Living Room) (2005)
- Websongs, Vol. 1 (2007)
- Up to This Point (2009)
- Song Biscuits, Vol. 1 (2015)

### Singles (selectie)
- Epic Rap Battle (2010)
- My Favorite Pillow (2010)
- Dope Zebra (2012)
- My Hair Goes... (2012)
- Rub Some Bacon on It (2012)
- Epic Rap Battle of Manliness (2012)
- Yo Mama So (2013)
- Epic Rap Battle: Nerd vs. Geek (2013)
- I’m a Textpert (Rap Battle) (2014)
- It’s My Belly Button (2014)
- My OCD (2014)
- I’m on Vacation (2014)
- Just Being Honest (2015)[19]